# Jüdisches Museum Westfalen
Jüdisches Museum Westfalen, pol. Westfalskie Muzeum Żydowskie w Dorsten prezentuje kulturę i religię niemieckich Żydów, głównie westfalskich. Dyrektorem Muzeum jest Dr. Norbert Reichling. Muzeum powstało w 1992, od 2001 dysponuje nową powierzchnią wystawową.